# K2-315 b
K2-315 b est une exoplanète située à 185,3 années-lumière de la Terre. Elle est surnommée « planète Pi » parce qu'elle tourne autour de son étoile (en) en 3,14 jours environ.

## Découverte
K2-315 b a été découverte en 2020 au cours de la mission K2 du télescope spatial Kepler.